# Кредитоспроможність
Кредитоспроможність — здатність фірми чи особи забезпечити обслуговування боргу, тобто виплату основної суми і відсотків протягом обумовленого періоду.
Кредитоспроможність позичальника визначається за показниками, що характеризують його здатність своєчасно розраховуватися за раніше одержаними кредитами, його поточне фінансове становище, спроможність у разі потреби мобілізувати кошти з різних джерел і забезпечити оперативну конверсію активів у ліквідні кошти.